# Усть-Паленьга
Усть-Паленьга — деревня в Верхнетоемском муниципальном округе Архангельской области России.

## География
Деревня находится в юго-восточной части Архангельской области, в подзоне средней тайги, в пределах северной окраины Восточно-Европейской равнины, вблизи места впадения реки Паленьги в Северную Двину, на расстоянии менее одного километра к юго-востоку от села Верхняя Тойма, административного центра округа. Абсолютная высота — 58 метров над уровнем моря.

### Часовой пояс
Усть-Паленьга, как и вся Архангельская область, находится в часовой зоне МСК (московское время). Смещение применяемого времени относительно UTC составляет +3:00.

## Население
| 2002 | 2010 | 2012 |
| ---- | ---- | ---- |
| 31   | ↗36  | ↘31  |

### Национальный состав
Согласно результатам переписи 2002 года, в национальной структуре населения русские составляли 94 %.